# Solenopsis insularis
Solenopsis insularis är en myrart som först beskrevs av Bernard 1978.  Solenopsis insularis ingår i släktet eldmyror, och familjen myror. Inga underarter finns listade i Catalogue of Life.